# Appareil idéologique d'État
L'appareil idéologique d’État est une notion philosophique créée par Louis Althusser en 1970. Elle désigne l'ensemble des moyens de diffusion d'idéologie dont l'État dispose.

## Concept
Louis Althusser réfléchit dans les années 1960 au concept d'idéologie tel que défini par Karl Marx, c'est-à-dire le système de valeurs imposé par les classes dominantes. Il publie en juin 1970 dans revue La Pensée (n° 151) un texte intitulé « Idéologie et appareil Idéologique d’État »,. Il s'inscrit dans la ligne d'un précédent livre, Lire le Capital, considérant qu'il fallait compléter l'analyse des modes de production.
Il disserte sur l'accroissement du capital et écrit au sujet des opérateurs sous l'angle de la reproduction de la force de travail et de leur maintien dans un rapport de sujétion à l'égard de la bourgeoisie. Il met en lumière ses phénomènes en essayant de comprendre le rôle de l’État bourgeois dans la transmission de valeurs. Il applique son analyse à n'importe quel État, que sa doctrine soit la démocratie libérale ou le fascisme.
Le philosophe distingue alors deux appareils d’État. L'un, répressif, est constitué de la police, des tribunaux, de l'armée, de la prison, des différentes administrations, etc. Il agit de manière régalienne. L'autre, moins visible, est l'appareil idéologique d’État. Il est constitué de toutes les institutions permettant une transmission par les classes qui dirigent l’État de leur idéologie, comme l'institution scolaire, la religion, la famille, les syndicats, le sport, les médias de masse, etc. Toutes ces institutions apparaissent comme des superstructures, avec le projet psycho-social d'inculquer une vision du monde. Cela contribue à façonner les relations des classes sociales entre elles.
Les appareils idéologiques d'État voient leur importance respective changer au cours des époques, en fonction des besoins des sociétés et des  techniques disponibles (radio, télévision, etc.). 

### Interpellation
Selon Althusser, un moyen clé pour inculquer les conceptions conventionnelles est l'interpellation, une opération qui

« ‹ recrute › des sujets parmi les individus (elle les recrute tous), ou ‹ transforme › les individus en sujets (elle les transforme tous) par cette opération très précise que nous appelons l'interpellation, qu'on peut se représenter sur le type même de la plus banale interpellation policière (ou non) de tous les jours : ‹ hé, vous, là-bas ! › ».

## Critiques et limites

### Proximité avec d'autres théories
Si le formulation d'appareil idéologique d’État est althusserienne, plusieurs travaux des décennies précédentes exploraient déjà le rôle de l’État dans la transmission de valeurs, sans nécessairement utiliser l'argument marxiste de la superstructure. Max Weber analyse par exemple le rôle des systèmes religieux, juridiques, culturels ou scolaires en tant qu'instances de perpétuation de l'ordre social par la légitimation de l'idéologie,. 
Aussi, les travaux de Pierre Bourdieu et de ses collaborateurs devancent légèrement, dans leur forme publiée, ceux d'Althusser. En tant que sociologues critiques, ils se placent dans la démarche de Marx et de Weber pour analyser le système d'enseignement comme une instance de production et de légitimation idéologiques au même titre que les systèmes religieux ou juridiques.
Dans les Cahiers de prison, Antonio Gramsci décrit l'"appareil d'hégémonie" à l'instar d'une "société particulière" ou "groupe social" parvenant à exercer une action d'organisation et de propagation d'une idéologie (ou conception du monde) déterminée "sur le reste de la population (ou société civile), à la base de l'Etat entendu étroitement comme un appareil gouvernemental-coercitif". 

### Indistinction entre démocratie et fascisme
Dans L’État-stratège, Pierre Bauby souligne le manque de précision d'Althusser dans son analyse de l'AIE. Le philosophe considère en effet de la même manière la démocratie libérale et le fascisme, alors que, remarque Bauby, la nécessité pour les régimes fascistes de produire un consentement de masse les conduit à assurer un contrôle complet sur l'ensemble des institutions de la société.

### Appareil idéologique sans État
Si le terme d'AIE est peu usité, le questionnement sur le rôle de l’État dans la transmission de valeurs interroge certains intellectuels tels que Rémy Rieffel et François-Bernard Huyghe,. Leur réflexion porte sur le développement des médias (télévision, Internet, réseaux sociaux) et leur influence par rapport à cette notion d'AIE. Ils remarquent que beaucoup d'appareils idéologiques ne sont plus étatiques, quoiqu'ils soient collectifs, ou de masse. La libéralisation de la radio et de la télévision sous Valéry Giscard d'Estaing et François Mitterrand a en partie coupé le lien de dépendance à la puissance publique. Leur caractère privé ou commercial ne signifie toutefois pas pour autant qu'ils ne puissent remplir une fonction d'aliénation ou idéologique.